# Мукомель Ізраїль Феліксович
Професор Ізраїль Фе́ліксович Мукомель (нар. 19 квітня 1906, Херсон, Російська імперія — пом. 27 квітня 1975, Одеса, Українська РСР, СРСР) — український економіко-географ у педагог, доктор географічних наук, працював у Київському державному університеті імені Т. Г. Шевченка та Одеському державному університеті імені І. І. Мечникова.

## Життєпис
Ізраїль Феліксович Мукомель народився 19 квітня 1906 року в українському місті Херсон, що на той час входив до складу однойменної губернії Російської імперії. Закінчив у 1929 році економічний факультет Одеського інституту народного господарства, у 1936 році аспірантуру.
Учасник Другої світової війни. Працював економістом-плановиком на підприємствах Одеси. У Київському університеті викладав у 1936—1941 роках як доцент, у 1946—1959 завідувач кафедри економічної географії, декан геолого-географічного факультету, заступник директора науково-дослідного інституту географії. Кандидатська дисертація захищена в 1946 році, докторська, на тему «Сільськогосподарські зони Української РСР», захищена в 1965 році в Московському державному університеті імені М. В. Ломоносова.
Фахівець у галузі розміщення і зональної спеціалізації, районування та картографування сільськогосподарського виробництва УРСР. У 1959—1966 роках — старший науковий співробітник, завідувач відділу в Українського науково-дослідного інституту економіки та організації сільського господарства, у 1966—1967 роках старший науковий співробітник Сектора географії АН УРСР, у 1967—1973 роках завідувач відділу розміщення й територіальної організації сільського господарства у Раді з вивчення продуктивних сил УРСР АН УРСР. У 1973—1975 роках професор, завідувач кафедри економічної географії Одеського державного університету імені І. І. Мечникова.

## Наукові праці
Автор 72 наукових праць. Основні праці:
1. Сельскохозяйственные зоны УССР. Закономерности развития и методика экономико-географического исследования сельскохозяйственных зон. — К., 1954. (рос.)
2. Сільськогосподарські зони Української РСР. — К., 1961.
3. Научно-методические основы территориальной организации сельского хозяйства / Вопросы территориальной организации сельского хозяйства Украинской ССР: В 2-х частинах. — К., 1969. (рос.)
4. Атлас сільського господарства Української РСР. — К., 1958.
5. Карти розміщення й спеціалізації сільського господарства в «Атласе Украинской и Молдавской ССР». — К., 1962. (рос.)